# Sabinia (protista)
Sabinia es un género de foraminífero bentónico considerado homónimo posterior de Sabinia Parona, 1909, y sustituido por Sabinina, el cual es considerado a su vez un sinónimo posterior de Glabratellina de la familia Glabratellidae, de la superfamilia Glabratelloidea, del suborden Rotaliina y del orden Rotaliida. Su especie tipo era Sabinia turriformis. Su rango cronoestratigráfico abarcaba el Holoceno.

## Clasificación
Sabinia incluía a las siguientes especies:
- Sabinia adpirum
- Sabinia klinghardti
- Sabinia kugleri
- Sabinia orbiculata
- Sabinia ornata
- Sabinia rtanjica
  - Sabinia rtanjica triangularis
  - Sabinia rtanjica tunisiensis
- Sabinia serbica
- Sabinia setosa
- Sabinia slovenica
- Sabinia totiseptata
- Sabinia turriformis
- Sabinia vivari